# 艾迪·普朗克
愛德華·史都華·普朗克（英語：Edward Stewart Plank，1875年8月31日—1926年2月24日），綽號「蓋茨堡艾迪」（英語："Gettysburg Eddie"），為前美國職棒大聯盟的投手。
普朗克是大聯盟史上第一位拿下200勝及300勝的左投。生涯326勝為大聯盟第13名，66次完封勝是左投之最。他打過5次世界大賽，防禦率僅1.32，但是卻只有2勝5敗。
1926年，普朗克死於中風。1946年入選名人堂。

## 職業生涯
1901年5月13日，普朗克登上大聯盟。菜鳥球季他投出17勝13敗，防禦率3.31。1902年，他達成單季20勝紀錄。1903年，他投出單季23勝。1905年，運動家闖進世界大賽。普朗克在第1場和第4場擔任先發，雖然他2場總共只丟4分，但是這2場運動家卻一分未得。1910年，運動家再次進軍世界大賽。不過普朗克因為手臂操勞過度，完全沒有上場。
1911年，運動家連2年闖進世界大賽。普朗克在第2場拿下勝投，第5場登板救援卻吞敗。1913年，普朗克在世界大賽第2場面對克里斯提·馬修森吞敗，不過在第5場先發面對馬修森奪下勝投。1914年，他在世界大賽第2場先發，無奈球隊0比1輸球，運動家也意外地遭到勇士橫掃。
合計他在世界大賽出賽7場，6場先發全數完投。防禦率1.32卻僅有2勝5敗。
1914年12月，普朗克加入聯邦聯盟的聖路易㹴犬隊。他在㹴犬隊拿下21勝。不過有些人認為聯邦聯盟不屬於大聯盟體系，因此不將他這21勝列入生涯勝場數計算。
隨著聯邦聯盟解散，普朗克也成為自由球員，不過他隨即加入布朗隊。1916年9月，普朗克更是認為自己還能再戰十年。然而，一張1917年6月份出版的報紙卻報導出普朗克因為手臂傷痛問題而即將離開棒壇。1917年8月16日，普朗克面對參議員隊投了11局，最後0比1吞下完投敗。該年10月，普朗克宣布退休。雖然洋基仍然使用Urban Shocker、Nick Cullop、Fritz Maisel、Joe Gedeon和Les Nunamaker來向布朗隊交易普朗克和Del Pratt，普朗克卻拒絕此交易並堅持退休。
總計他326勝194敗，防禦率2.35，三振2246次。

## 晚年
1917年退休後，普朗克在隔年還是有持續打球。1926年，他死於中風，享年僅50歲。

## 紀念
1943年，前隊友艾迪·柯林斯回憶道：普朗克是他認為史上最偉大的投手。1946年，普朗克入選名人堂。1972年，他入選賓州運動名人堂。
1927年，蓋茨堡學院為了紀念普朗克，興建了艾迪·普朗克紀念體育館。直到1962年廢除以前，那裡都會讓大家進行室內活動。1949年，美國詩人Ogden Nash再他的詩集Line-Up for Yesterday裡提到普朗克。

## 外部連結
- 球員資訊和成績在MLB ，ESPN ，Retrosheet ，Baseball Reference ，Fangraphs ，The Baseball Cube （英文）